# ランジート・シング
ランジート・シング（パンジャービー語：ਰਣਜੀਤ ਸਿੰਘ, Ranjit Singh, 1780年11月13日 - 1839年6月27日）は、北インドのパンジャーブ地方、シク王国の君主（在位：1801年 - 1839年）。
彼は「パンジャーブの虎（Lion of Punjab）」と呼ばれ、パンジャーブ地方のシク教徒の勢力を結集したのち、19世紀初頭にシク王国を創始し、シク教徒の間に統一的な国家成立させた。また、その領土を北西インド一帯に広め、巧みな外交戦略でイギリスの植民地支配を寄せ付けなかった英雄である。

## 生涯

### シク王国の創始

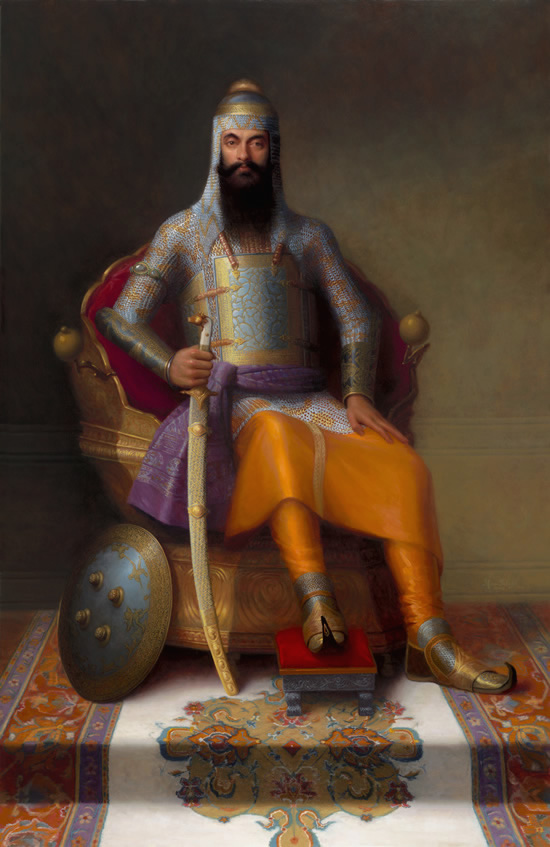
若き日のランジート・シング

1780年11月13日、ランジート・シングはパンジャーブ地方のグジュラーンワーラーに、ミスルに属する12のシクの群小諸国の一つスケルチャキア・ミスル（Sukerchakia Misl）の首長の息子として生まれた。
1790年4月17日、首長である父の後をわずか10歳に満たずに継ぎ、スケルチャキア・ミスルを統治することとなった。とはいえ、彼は若年より才能をあらわし、強靭で勇敢な戦士であることを示すことに成功している。
当時、18世紀にムガル帝国は完全に衰退・崩壊し、パンジャーブ地方は完全にその支配を離れていた。帝国の支配がパンジャーブに及ばなくなったため、18世紀後半以降にアフガン勢力のドゥッラーニー朝がたびたび侵入し、1798年11月には主要都市ラホールが奪われ、聖地アムリトサルまで迫った。
そのため、1799年7月7日、ランジート・シングはラホールをアフガン勢力から奪回し、自身がシク勢力の指導者であることを知らしめた。
ドゥッラーニー朝のアフガン王ザマーン・シャー・ドゥッラーニーはシク教徒の指圧のためにパンジャーブにへと侵攻していたが、1799年に弟マフムードがカーブルに向けて進撃しているとの報を聞き、ランジート・シングを名目上の行政長官として残したうえで引き揚げた。
1801年4月12日、若きシクの指導者ランジート・シングはパンジャーブの統治者として王位をラホールで宣し、シク王国を創始した。この王国はスケルチャキア・ミスルの名を取って、スケルチャキア朝とも呼ばれた。

### 外征と領土の拡大

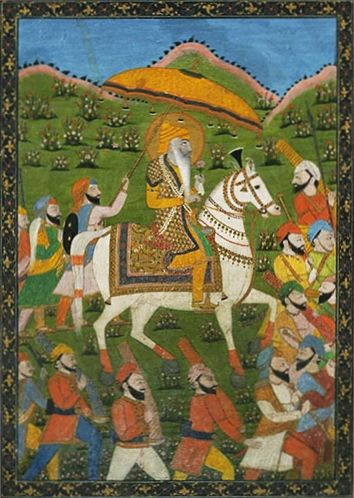
行軍するランジート・シング

また、ランジート・シングは領土の拡大にも力を入れ、即位後まもなくサトレジ川以西の諸ミスルを配下に治めることに成功した。
ランジート・シングはヨーロッパ人の軍事顧問を多数雇い、ヨーロッパ式の強力な武装を整えた軍を組織し、なおかつそれを規律あるものにした。そのため、シク王国の軍はイギリス東インド会社の軍の次にアジアで強力であったとも言われる。
また、パターン人、オリッサ人、ビハール人、グルカー、パンジャーブのムスリムからも兵を集め、軍は混成部隊でもあった。大砲の砲手はほとんどがムスリムだったともいう。
1802年にランジート・シングは聖地アムリトサルを奪還したのをはじめ、1809年にはジャンムーとカーングラを、1810年にワズィーラーバードを、1812年にインダス川流域のアトックを、1818年にムルターンを、1819年にカシミールを、1821年にはラーワルピンディーを、1834年にはペシャーワルを征服して、王国の版図を拡大した。
これらの征服活動はランジート・シングの治世を通して行われ、その版図はパンジャーブを越え、北西インド一帯にまで及んだ。
- ランジート・シング治下の版図
- ランジート・シングとその軍隊

### 内政面における統治

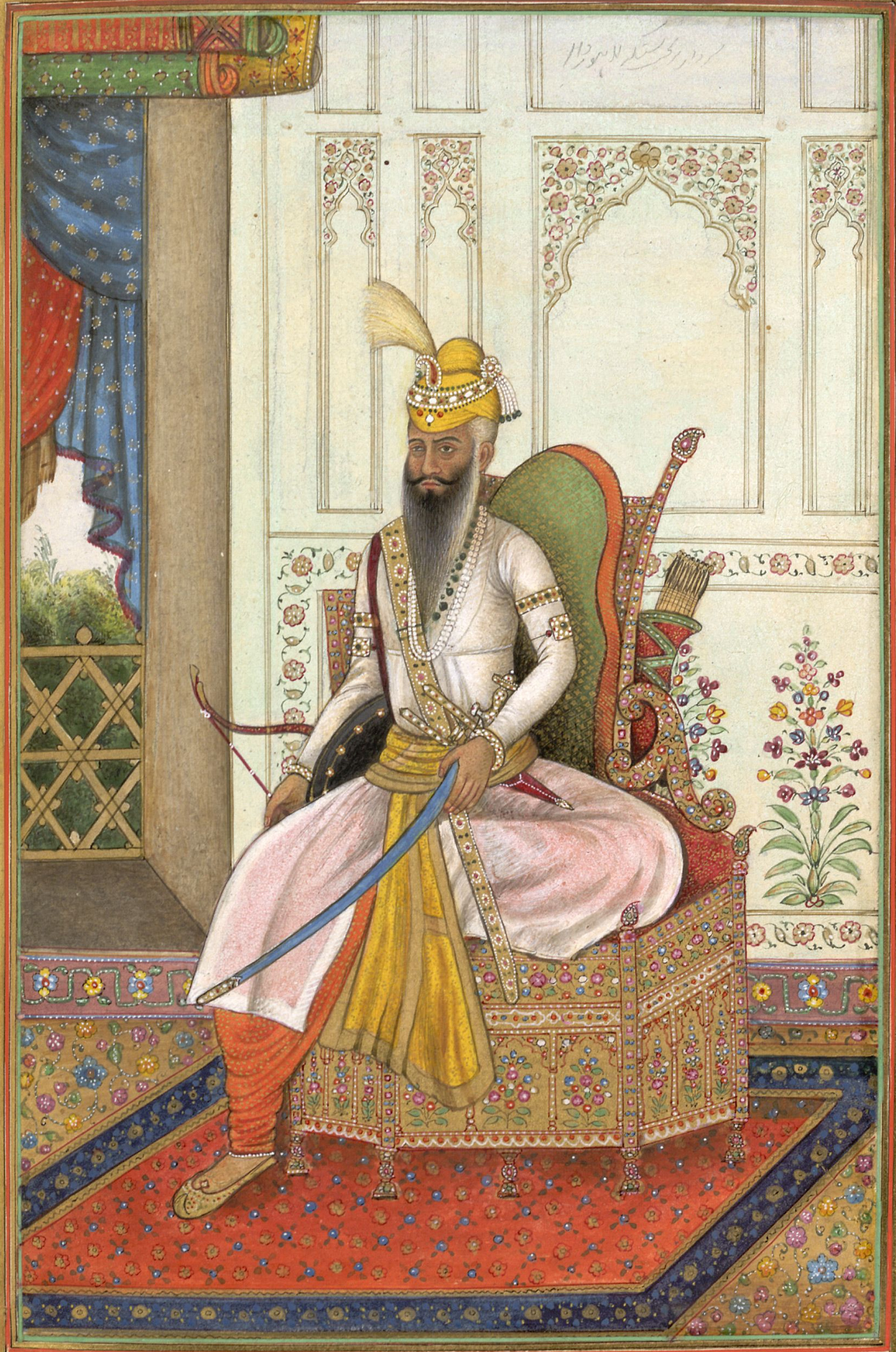
ランジート・シング

ランジート・シングの治世は外征に力が入れられたが、内政の方にも大きく力が入れられた。
まず、王国の制度はムガル帝国の制度を多く利用した。王国の版図に領土を組み込まれたシク領主らは大ザミーンダールやジャーギールダールとなった。導入した地租制度もムガル帝国のもので踏襲し、その地租は生産物の約5割に及んだ。
ランジート・シングは敬虔なシク教徒であったが宗教には非常に寛容で、人々にシク教への改宗を迫るようなことはせず、ヒンドゥーの聖人を手厚く保護したという。また、彼はムスリムの行者に尊敬の念を示す、つまり足の埃をはらうため、王座から降りてその長い顎鬚で掃ったとさえ言われている。
ランジート・シングは大臣や官吏を選ぶ目にも優れていたといわれ、その宮廷には非常に優秀な人材がそろっていたという。彼はシク教徒だけでなくヒンドゥーやムスリムも平等に登用し、大臣や指揮官に据えられる者も少なくなかった。彼の右腕たる重要な宰相はムスリムのファキール・アズィーズッディーンであり、財務大臣はヒンドゥーのディーワーン・ディーナ・ナートであった。
しかし、実のところランジート・シングのシク王国は決してシク教の国ではなかった。パンジャーブ一帯ではシク教徒が多かったが、征服地では異教徒が多く、カシミールは大半の住人がムスリムであった。
また、政治権力はシク教徒の利害のみに有利に行使されることはなかった。シク領主らに抑圧された農民はヒンドゥーやムスリムにだけでなく、当然のことだがシク教徒もいた。
実際のところ、ランジート・シング治下のシク王国は18世紀における他のインド諸国と変わりなかった。

### イギリスとの対立と独立の保持

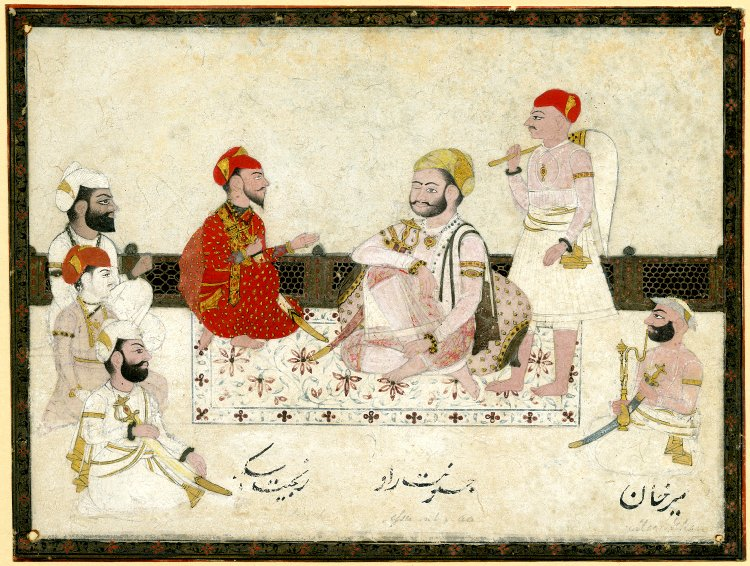
ヤシュワント・ラーオ・ホールカルと面会するランジート・シング。彼ら二人は宗教や人種は違えども、よき友であった。

さて、18世紀後半からイギリスはインドの植民地化を押し進め、19世紀初頭にはインドの半分以上の領域を獲得していた。
イギリスはその過程でマラーター同盟の争いにも介入したため、1803年8月以降にイギリスとマラーター同盟の争いが勃発した（第二次マラーター戦争）。シンディア家とボーンスレー家がしたのち、ヤシュワント・ラーオ・ホールカルが孤軍奮闘していたが、ランジート・シングは彼に1804年8月1日付の手紙で彼との同盟と援助を約束していた。
1805年4月以降、ヤシュワント・ラーオ・ホールカルは戦況の悪化により、ランジート・シングを頼ってサトレジ川を渡り、パンジャーブ地方へと入った。パンジャーブ地方最大の勢力であるシク王国を味方につけていた彼は、他のシク領主をも糾合して反英同盟の結成を試みた。
ランジート・シングはイギリスにヤシュワント・ラーオ・ホールカルとの関係を断つように迫られていたが、それでも物資を援助していたものの、12月17日に圧力に負けてイギリスの側に付いてしまった。
このため、ランジート・シングはイギリスにヤシュワント・ラーオ・ホールカルに呪われることとなり、12月25日に彼は講和を結んで第二次マラーター戦争を終結させなければならなかった。ランジート・シングは結果的にイギリスのインド植民地化の一助をするところとなってしまった。
また、ランジート・シングと対立していたサトレジ川以東のシク領主はイギリスに援助を求め、1809年4月25日にランジート・シングはイギリスとの間にサトレジ川を越えることを禁じる不可侵条約アムリトサル条約 (1809年)を結ばされた。サトレジ川以東のシク領主はイギリスの保護下におかれ、イギリスの支配下の藩王国と化した。
ランジート・シングは自らの力がイギリスに及ばないことを知り、これを認めてサトレジ川以東以外の地域を諦めたのち、各地の制圧に乗り出した。

### アフガン勢力との抗争と領土拡大

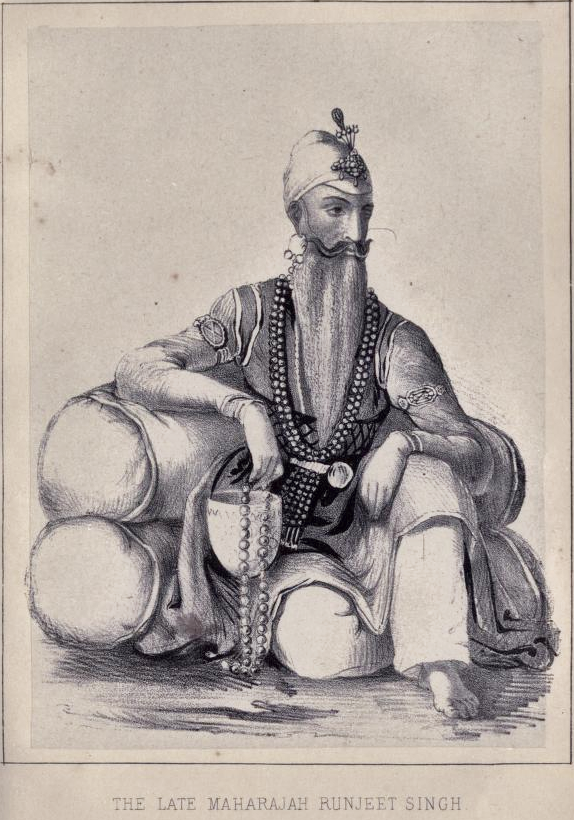
ランジート・シング

ランジート・シングはシク王国の建国以前より争っていたアフガン勢力とも長きにわたって抗争を続けた。
ランジート・シングと対立していたドゥッラーニー朝の王ザマーン・シャーは、1800年に弟のマフムード・シャー・ドゥッラーニーに廃位され、盲目にされた追放されていた。とはいえ、マフムード・シャーはザマーン・シャーの弟シャー・シュジャー・ドゥッラーニーと争わねばならず、1803年6月には彼に王位を奪われた。
1809年、シャー・シュジャーはマフムード・シャーに敗れ、マフムード・シャーはカーブルへ入城して王に復位した。シャー・シュジャーはカンダハールへと逃げたが、そこでも再び敗れてしまい、カシミールへと追放された。
しかし、シャー・シュジャーはカシミールへと連行される際に逃亡し、シク王国の領土に逃げ込み、ランジート・シングの保護を求めた。彼は自身の王宮で彼を匿うかわり、1813年にシャー・シュジャーからコーヒ・ヌールのダイヤモンドを渡すよう強いた。そのため、シャー・シュジャーはそのもとを離れ、1818年には盲目の兄とともにイギリスからの年金受給者となった。
ランジート・シングはアフガン王マフムード・シャーに対しては、王国の内乱による弱体化を見て攻撃を行った。こうして、1813年にインダス川の川岸にあるアトック城を奪ったのをはじめ、1818年には南パンジャーブ地方のムルターンを、1819年には豊かなカシミールを次々とアフガン側から奪った。

### アフガン戦争への参加

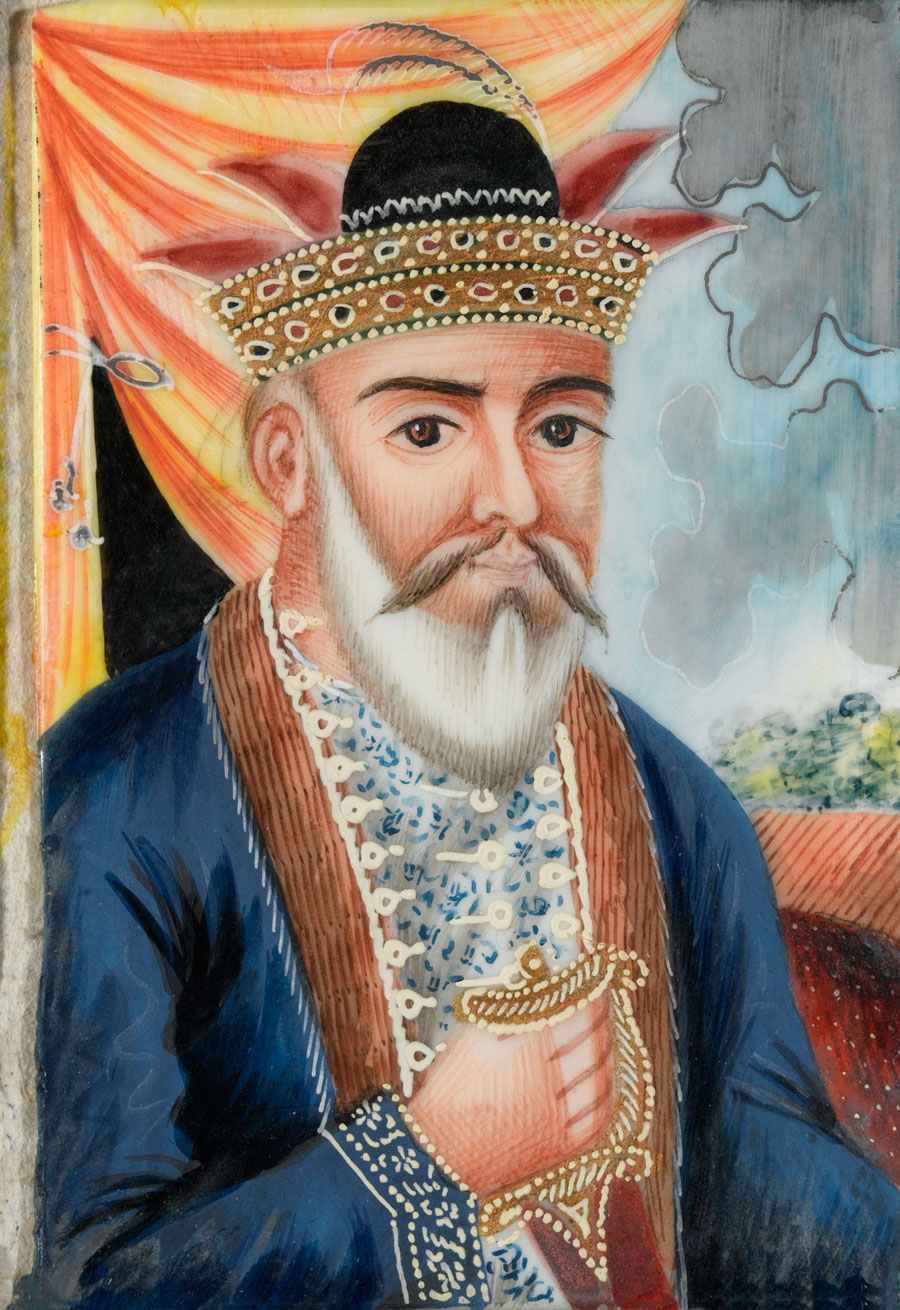
ドースト・ムハンマド・ハーン

ドゥッラーニー朝のアフガン勢力は減退したが、バーラクザイ族のドースト・ムハンマド・ハーンがマフムード・シャーをカーブルから退けて退位させたのち、カーブルを掌握するに至った。
ランジート・シングはイギリスと同盟していたが、彼らは年金生活者となっていたシャー・シュジャーの擁立を考えた。また、シャー・シュジャーも自身が王位に復位できるのは、シク教徒による助力だけと考え、1834年には援助を条件にその見返りとしてシク王国にペシャーワルを譲渡した。
同年、シク王国の援助を受けたシャー・シュジャーは12,000の大軍を率い、カンダハールに陣営を張ったが、同年の夏にドースト・ムハンマド・ハーンの軍に敗れた。
1836年、ドースト・ムハンマド・ハーンはシク王国の攻撃を計画中、「アミール」の称号で王位を宣し、バーラクザイ朝を創始した。
1837年4月、ドースト・ムハンマド・ハーンの息子ムハンマド・アクバル・ハーンはハイバル峠の東部の入り口、ペシャーワル近郊のジャムルードで決定的な勝利を収めた。しかし、アフガン側はシク王国と同盟しているイギリスとの衝突を警戒し、ペシャーワルの占領は断念した。
一方、イギリス側も中央アジアやイランに勢力を拡大しつつあるロシアを警戒し、彼らがアフガニスタンを支配下に治め、インドにおけるイギリスの植民地支配を崩すかもしれない懸念があった。イギリス側はカーブルのドースト・ムハンマドに使者アレクサンダー・バーンズを送り、通商関係の構築およびシク王国との和議を結ぶことを目的としていた。
だが、同年にイランのカージャール朝の王モハンマド・シャーがロシアの積極的支援を受けて、アフガニスタンに侵攻した。ドースト・ムハンマド・ハーンの弟コーハンディル・ハーンがカンダハールを明け渡し、ヘラート包囲に援助を約束すると、状況はさらに複雑化した。
1838年9月、イギリス側はこの包囲を解くため、ペルシア湾のハールク島を占領しようとした。このカージャール朝への圧力により、ムハンマド・シャーはヘラートの包囲を解かざるを得ず、ヘラートの包囲は解かれた。
イギリスはアフガニスタン問題を解決するため、英国の年金生活者となっていたシャー・シュジャーをアフガニスタン王とすることにした。彼は英国に協力的で、なおかつシク王国とも友好的であったため、最も相応しい人物だった。
1838年にイギリスはラホールにおいて、ランジート・シングとシャー・シュジャーとの間に幾つかの協定を締結した。これはカーブルでのシャー・シュジャーの復位をシク王国が支援する代わりに、ペシャーワルを含むインダス川以西のシク王国の土地に対し、アフガニスタン側は要求を撤回するというものだった。これは「三者協約」として知られている。
同年10月1日、イギリスはシャー・シュジャーを復位させることを宣し、それを公に定めたシムラ宣言を発布したのち、11月には大部隊「インダス部隊」をフィールーズプルに集結させた。そして、12月10日にインダス部隊がフィールーズプルを出発し、アフガニスタン側の領土に侵入すると、第一次アフガン戦争が勃発した。

### 晩年と死

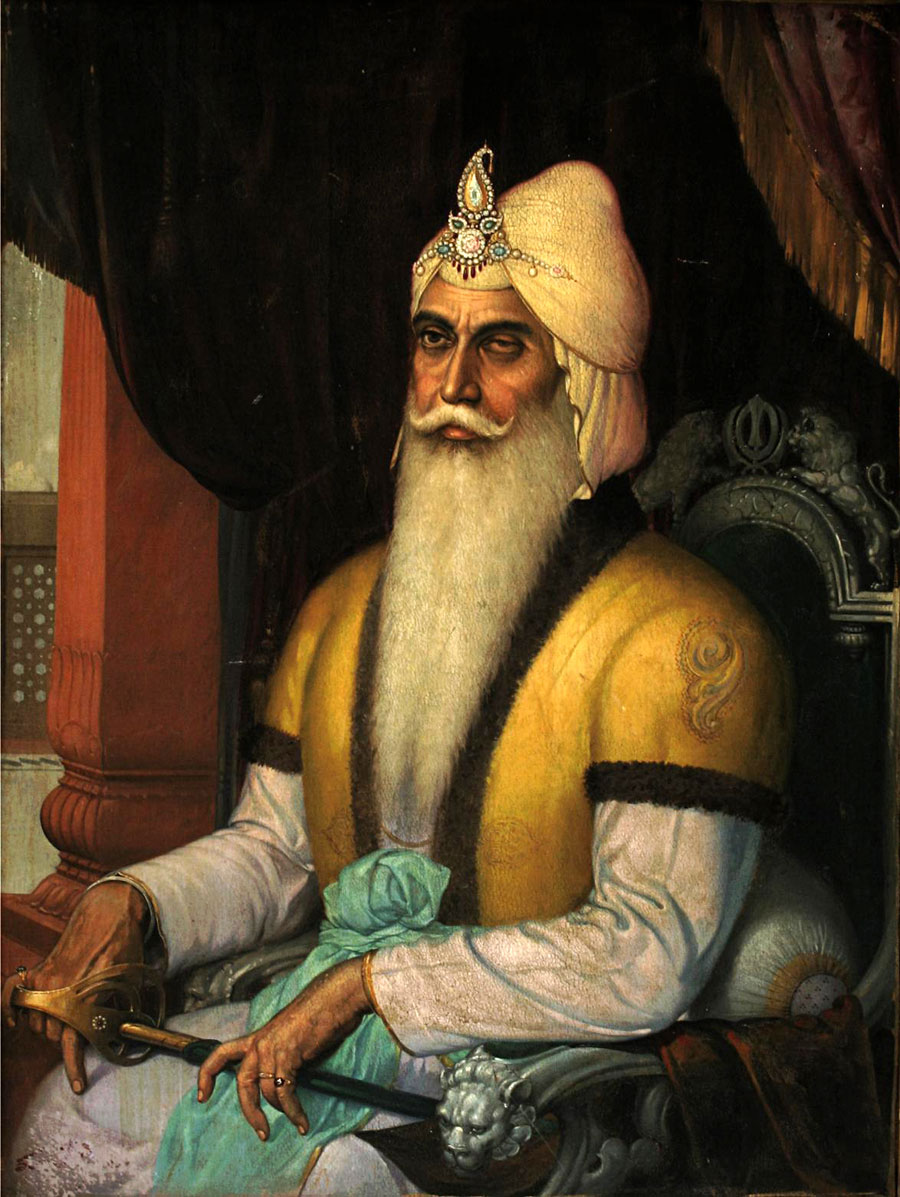
晩年のランジート・シング

ランジート・シングの晩年、シク王国は北西インドにまたがる大帝国となっていた。彼は外交戦略と軍事力によってイギリスの支配を排し、19世紀においてマラーター同盟が滅亡したのちも、王国はインドで唯一の独立国としての地位を保持した。
とはいえ、ランジート・シングは王国をイギリスの植民地支配の脅威から一時的に先延ばしただけに過ぎなかった。同世紀前半までにイギリスはインドの大半を植民地化しており、その脅威を根絶することは不可能であった。
さて、シク王国の味方したアフガン戦争はイギリスの優位にあって、4月25日にはシャー・シュジャーはカンダハールへと入城したが、ランジート・シングはこの時病床にあった。
1839年6月27日、英雄ランジート・シングはラホール城で死亡した。その死まで、彼の暗殺を計画した者は誰一人としていなかったという。これは彼の息子や孫が悲惨な死を遂げているのと比べれば対照的である。

## その後のシク王国

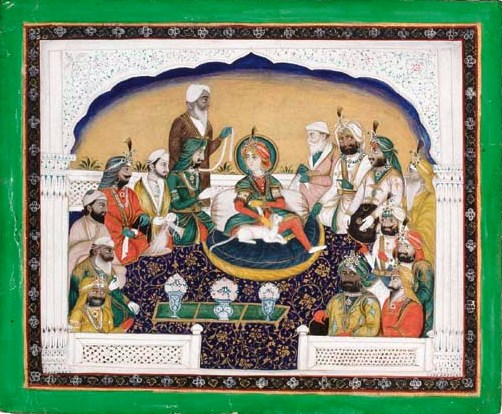
ドゥリープ・シング

ランジート・シングの死後、シク王国は政治不安に陥り、権力闘争の末、最終的にその王位は彼の末子ドゥリープ・シングに委ねられた。
そして、カールサーと呼ばれると軍団が政権を握り、イギリスの挑発的な行為やその侵略を断じて許さぬとするシク王国は対立してゆき、イギリスとの2次にわたるシク戦争へと突入した。
この戦争により、1849年に第二次シク戦争にイギリスが勝利すると、シク王国はイギリスに併合された。シク王国の併合により、イギリスは18世紀以降推し進めて進めていた全インドの植民地化を完成した。

## 家族
ランジート・シングは10人の妃と8人の息子がいた（太字はシク王）
- マハラニ・メータブ・カウル（第一夫人だがダータールに寵愛を奪われ病死）
  - イスハール・シング（夭逝）
  - シェール・シング
  - ターラー・シング（シェールの双子の弟）
- ダータール・カウル（第二夫人でメータブの死後は実質的な正夫人となる）
  - カラク・シング
  - ラタン・シング
- マフタブ・カウル（側室）
- ラタン・カウル（側室）
  - ムルターナ・シング
- ダーヤー・カウル（側室）
  - カシミーラ・シング
  - ペシャーワラ・シング
- ジンド・カウル（最後の夫人）
  - ドゥリープ・シング

## ギャラリー
- ランジート・シング
- ランジート・シングの妃の一人
- アクバル2世と面会するランジート・シング
- ランジート・シング廟

## 関連文献
- Umdat Ut Tawarikh by Sohan Lal Suri, Published by Guru Nanak Dev University Amritsar .
- The Real Ranjit Singh by Fakir Syed Waheeduddin, published by Punjabi University, ISBN 81-7380-778-7, 1 Jan 2001, 2nd ed. First ed. published 1965 Pakistan.
- Maharaja Ranjit Singh: First Death Centenary Memorial, by St. Nihal Singh. Published by Languages Dept., Punjab, 1970.
- Maharaja Ranjit Singh and his times, by J. S. Grewal, Indu Banga. Published by Dept. of History, Guru Nanak Dev University, 1980.
- Maharaja Ranjit Singh, by Harbans Singh. Published by Sterling, 1980.
- Maharaja Ranjit Singh, by K. K. Khullar. Published by Hem Publishers, 1980.
- The reign of Maharaja Ranjit Singh: structure of power, economy and society, by J. S. Grewal. Published by Punjab Historical Studies Dept., Punjabi University, 1981.
- Maharaja Ranjit Singh, as patron of the arts, by Ranjit Singh. Published by Marg Publications, 1981.
- Maharaja Ranjit Singh: Politics, Society, and Economy, by Fauja Singh, A. C. Arora. Published by Publication Bureau, Punjabi University, 1984.
- Maharaja Ranjit Singh and his Times, by Bhagat Singh. Published by Sehgal Publishers Service, 1990. ISBN 81-85477-01-9.
- History of the Punjab: Maharaja Ranjit Singh, by Shri Ram Bakshi. Published by Anmol Publications, 1991.
- The Historical Study of Maharaja Ranjit Singh's Times, by Kirpal Singh. Published by National Book Shop, 1994. ISBN 81-7116-163-4.
- An Eyewitness account of the fall of Sikh empire: memories of Alexander Gardner, by Alexander Haughton Campbell Gardner, Baldev Singh Baddan, Hugh Wodehouse Pearse. Published by National Book Shop, 1999. ISBN 81-7116-231-2.
- Maharaja Ranjit Singh, the Last to Lay Arms: The Last to Lay Arms, by Kartar Singh Duggal. Published by Abhinav Publications, 2001. ISBN 81-7017-410-4.
- Fauj-i-khas Maharaja Ranjit Singh and His French Officers, by Jean Marie Lafont. Published by Guru Nanak Dev University, 2002. ISBN 81-7770-048-0.
- Maharaja Ranjit Singh, by Mohinder Singh, Rishi Singh, Sondeep Shankar, National Institute of Panjab Studies (India). Published by UBS Publishers' Distributors with National Institute of Panjab Studies, 2002. ISBN 81-7476-372-4,.
- Maharaja Ranjit Singh: Lord of the Five Rivers, by Jean Marie Lafont. Published by Oxford University Press, 2002. ISBN 0-19-566111-7.
- The Last Sunset: The Rise and Fall of the Lahore Durbar, by Amarinder Singh. Published by Roli Books, 2010.
- Glory of Sikhism, by R. M. Chopra, Sanbun Publishers, 2001. Chapter on "Sher-e-Punjab Maharaja Ranjit Singh".